# Al Jabal al Akhdar
30°46′00″N 21°44′00″Ø / 30.7667°N 21.7333°Ø
Al Jabal al Akhdar (arabisk: الجبل الأخضر ) er en kommune i Libyen. Al Jabal al Akhdar er beliggende nordøst i landet, og hovedbyen er Al-Baida.
Indenfor kommunens grænser finder man den gamle græske koloni Kyrene, og nabobyen Appolonia, som var en vigtig havneby ved Middelhavet gennem antikken.
Kommunens sydlige del er et frugtbart område, mens det er tørrere længere nord, mod middelhavskysten.